# Liste der Ehrenbürger von Magdeburg
Das Ehrenbürgerrecht ist die höchste Auszeichnung, die die Stadt Magdeburg vergibt. Der Oberbürgermeister der Stadt verleiht es auf Beschluss des Stadtrates an Persönlichkeiten, die sich in hervorragender Weise um die Stadt verdient gemacht haben.
Die Verleihung der Ehrenbürgerschaft ist in Magdeburg erst seit Beginn des 19. Jahrhunderts nachweisbar. Mit der Einführung der Steinischen Städteordnung im Jahr 1808 erhielten die Städte Preußens das Privileg, Nichtbürgern die politischen Rechte eines Bürgers zu verleihen. 1832 bestimmte dann eine Kabinettsorder das Ehrenrecht zu einer bloßen Ehrenbezeigung, die die Teilnahme an den Lasten und Pflichten des Bürgerrechts ausschließt. Aus rechtlicher Sicht erlischt die Ehrenbürgerschaft mit dem Tod der Person.
Seit 1814 wurden folgende 56 Personen zu Ehrenbürgern Magdeburgs ernannt. Neun Ehrenbürgern wurde das Ehrenbürgerrecht 1946 beziehungsweise 1990 wieder aberkannt.
Hinweis: Die Auflistung erfolgt chronologisch nach Datum der Zuerkennung, getrennt zwischen noch aktuellen und ehemaligen Ehrenbürgern.

## Die Ehrenbürger der Stadt Magdeburg

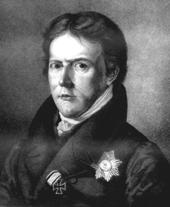
Wilhelm Anton von Klewiz

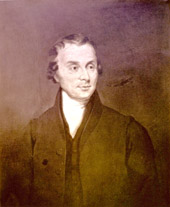
Luke Howard

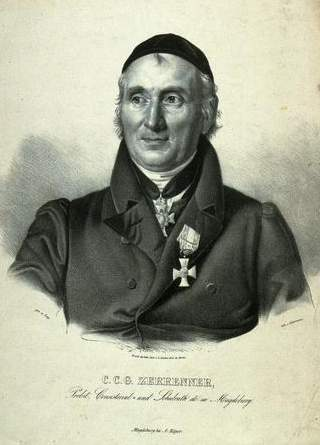
Karl Christoph Zerrenner

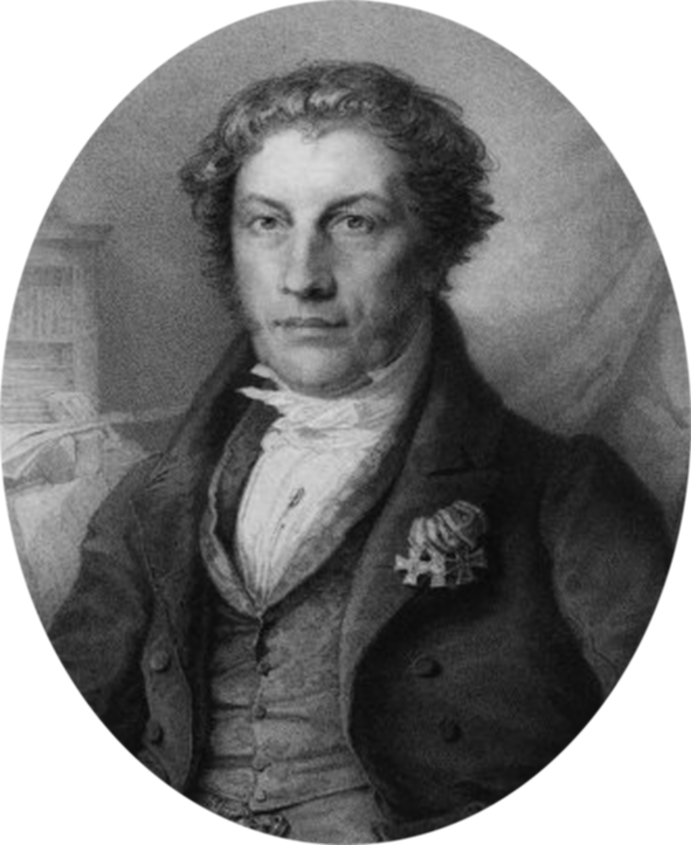
Friedrich Leberecht Trüstedt

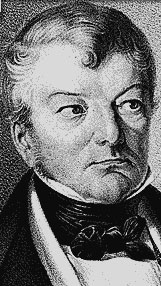
Heinrich Zschokke

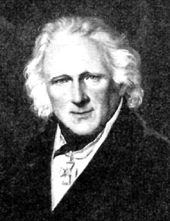
Hans Carl Erdmann von Manteuffel

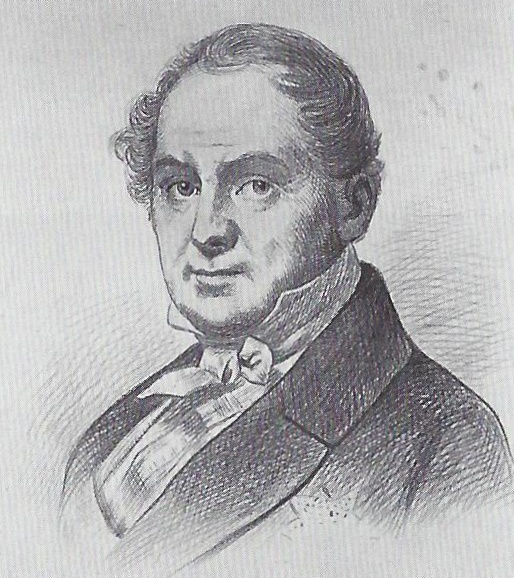
Heinrich Eduard von Flottwell

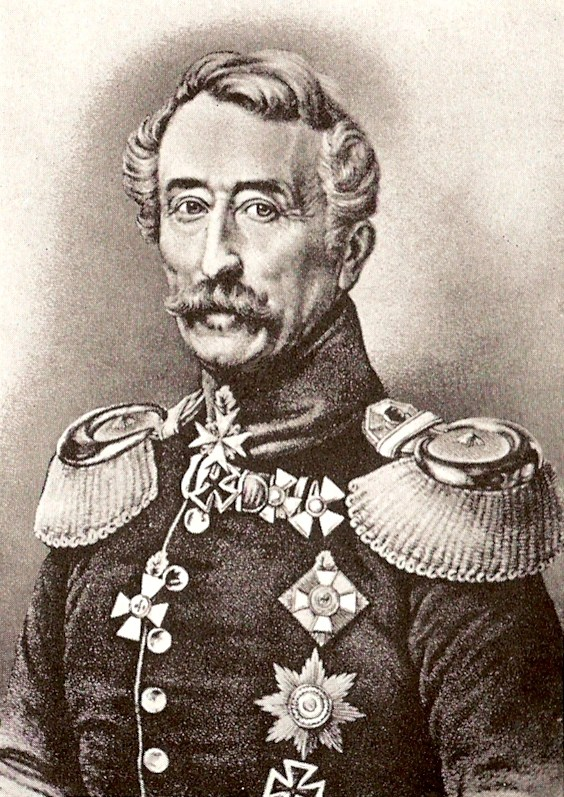
Wilhelm von Ditfurth

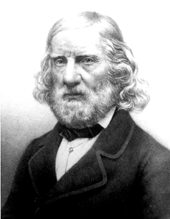
Leberecht Uhlich

Wilhelm von Radziwill

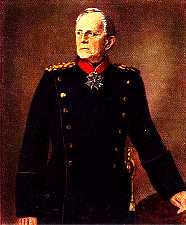
Graf von Moltke

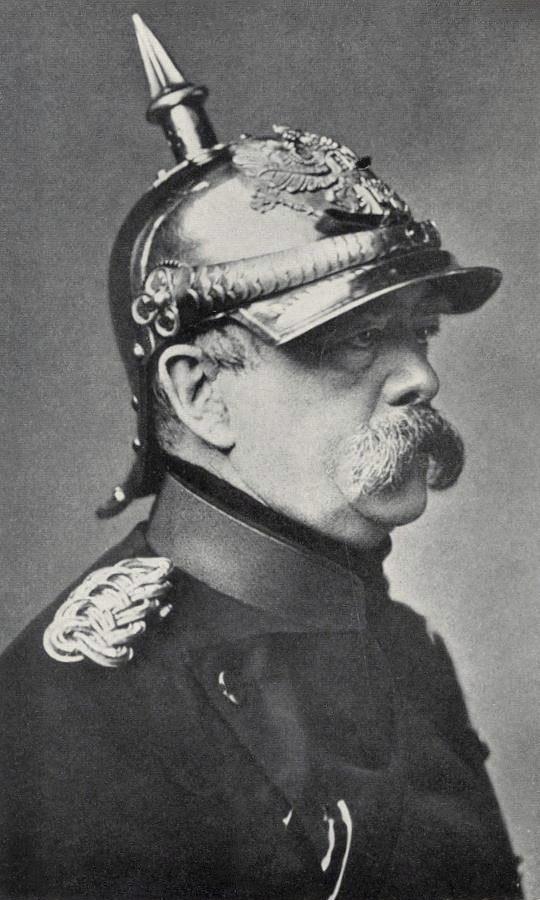
Otto von Bismarck

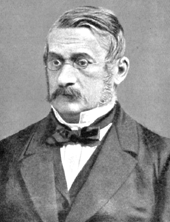
Hans Victor von Unruh

Leonhard von Blumenthal

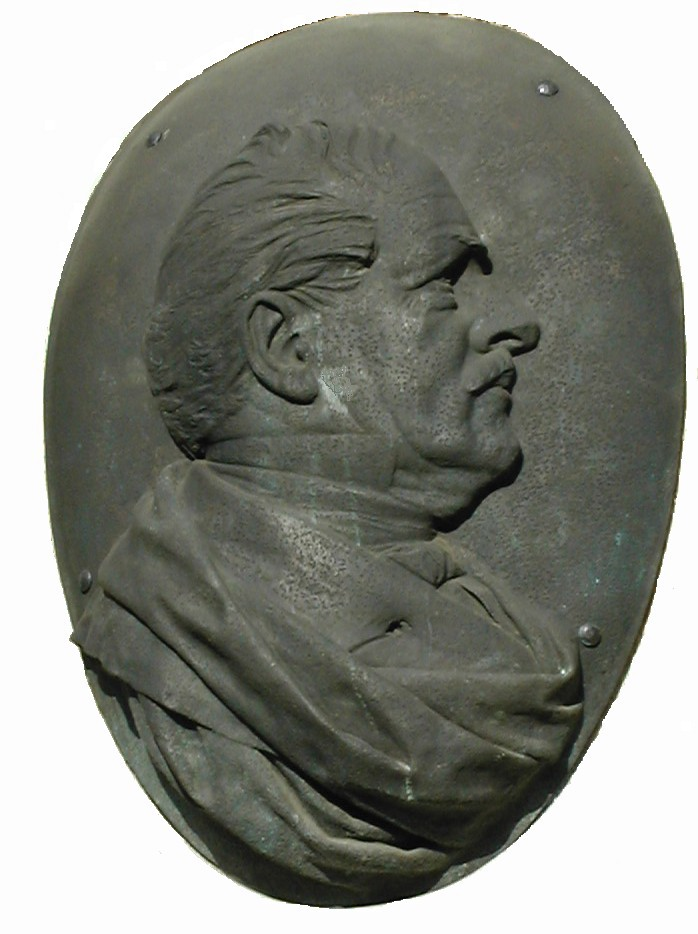
Carl Gustav Friedrich Hasselbach

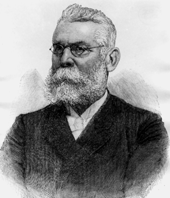
Hermann Gruson

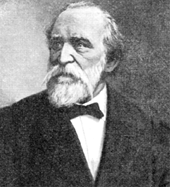
Johann Joseph Otto Duvigneau

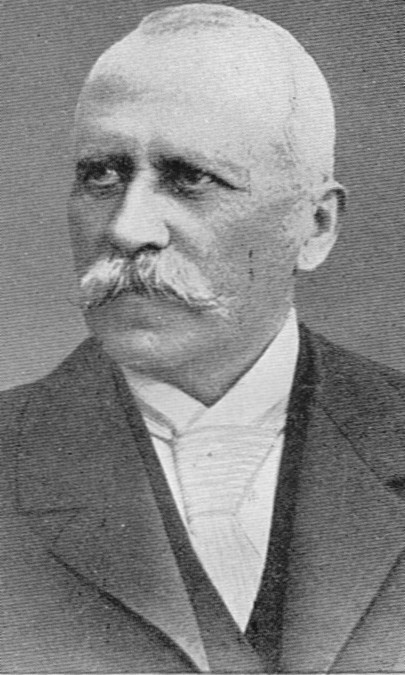
Werner Fritze

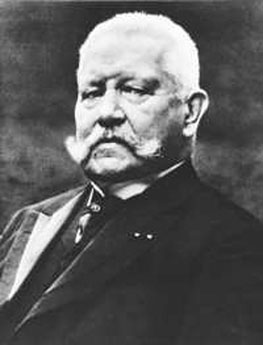
Paul von Hindenburg

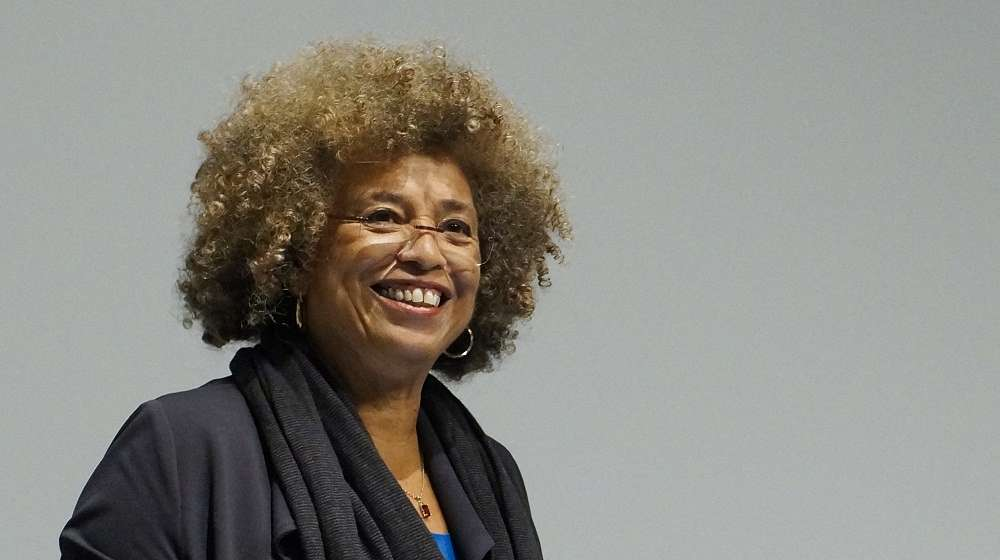
Angela Davis, 2017

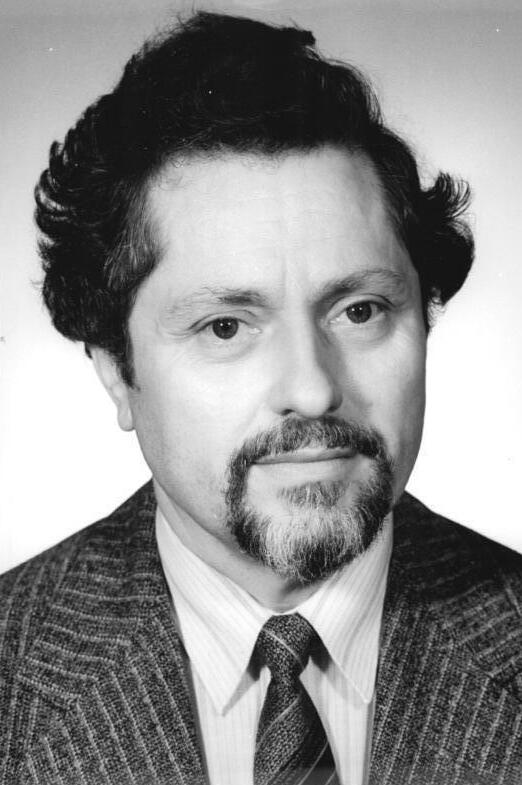
Wilhelm Polte, 1990

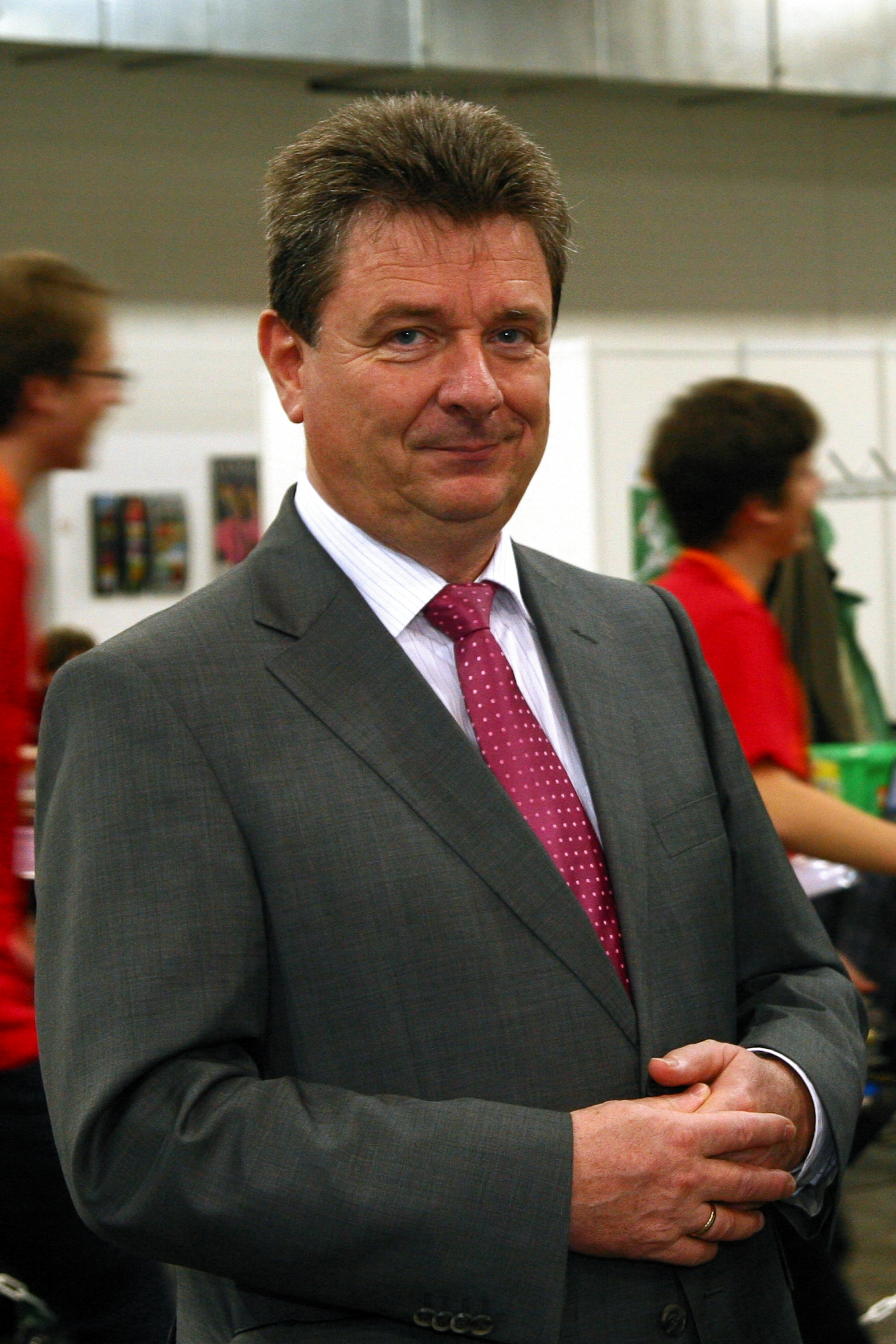
Lutz Trümper, 2012

1. Wilhelm Anton von Klewiz (* 1. August 1760 in Magdeburg; † 26. Juli 1838 in Magdeburg)
Geheimrat und Zivilgouverneur
Verleihung 1814
2. Robert Humphrey Marten (* 21. März 1763 in Whitechapel; † 11. Dezember 1839 in Plaistow)
Präsident des Londoner Hilfkomitees
Verleihung 1814
3. Luke Howard (* 28. November 1772 in London; † 21. März 1864 in Tottenham)
Präsident des Londoner Hilfkomitees
Verleihung 1815
4. Dr. Johann Haase
Garnisonsstabsarzt
Verleihung 1824
5. Johann Andreas Matthias (* 9. April 1761 in Magdeburg; † 25. Mai 1837)
Direktor des Domgymnasiums
Verleihung 1825
6. Karl Christoph Gottlieb Zerrenner (* 15. Mai 1780 in Beyendorf; † 2. März 1851 in Magdeburg)
Konsistorial- und Schulrat
Verleihung 1825
7. Friedrich Leberecht Trüstedt (* 1. Februar 1791 in Berlin; † 19. November 1855 in Halberstadt)
Medizinalrat
Verleihung 1828
8. Heinrich Zschokke (* 22. März 1771 in Magdeburg; † 27. Juni 1848 in Aarau)
Schriftsteller
Verleihung 1830
9. Friedrich Albert Immanuel Mellin (* 27. Juni 1796 in Magdeburg; † 2. April 1859 in Berlin)
Regierungs- und Baurat
Verleihung 1831
10. Carl Sigismund Grüel
Oberregierungsrat
Verleihung 1832
11. Friedrich Wilhelm von Jagow (* 8. September 1771 in Wolfshagen; † 2. Dezember 1857 in Berlin)
General
Verleihung 1835
12. Hans Carl Erdmann von Manteuffel (* 6. März 1773 in Sorau; † 31. März 1844 in Magdeburg)
Präsident des Oberlandesgerichts
Verleihung 1837
13. Levin Friedrich von Bismarck (* 19. Februar 1771 in Birkholz; † 26. August 1847 in Potsdam)
Regierungspräsident
Verleihung 1838
14. Carl August Laué
Justizrat
Verleihung 1839
15. Conrad Christian Goßler
Geheimer Oberjustizrat
Verleihung 1840
16. Anton zu Stolberg-Wernigerode (* 23. Oktober 1785 auf Schloss Wernigerode; † 11. Februar 1854 in Berlin)
Oberpräsident
Verleihung 1841
17. Carl Christian Gottfried Eberhard von Fischer-Treuenfeld (* 12. Februar 1788 in Aschersleben; † 7. Juli 1870 in Bonn)
Oberst und Kommandant der Stadt
Verleihung 1843
18. Heinrich Eduard von Flottwell (* 23. Juli 1786 in Insterburg; † 28. Mai 1865 in Berlin)
Oberpräsident der Provinz Sachsen
Verleihung 1844
19. Wilhelm von Ditfurth (* 29. Juni 1780 in Minden; † 20. August 1855 auf Gut Dankersen bei Rinteln)
Generalleutnant
Verleihung 1844
20. Leberecht Uhlich (* 27. Februar 1799 in Köthen; † 23. März 1872 in Magdeburg)
Pastor
Verleihung 1844
21. Eduard von Schlegell
Generalmajor
Verleihung 1848
22. Woldemar Prinz von Schleswig-Holstein-Sonderburg-Augustenburg (* 13. Oktober 1810 in Leipzig; † 20. Januar 1871 in Mainz)
Generalmajor
Verleihung 1854
23. Wilhelm Fürst von Radziwill (* 19. März 1797 in Berlin; † 5. August 1870)
General
Verleihung 1858
24. Heinrich Wilhelm Müller
Kommerzienrat
Verleihung 1862
25. Helmuth Karl Bernhard von Moltke (* 26. Oktober 1800 in Parchim; † 24. April 1891 in Berlin)
General
Verleihung 1870
26. Carl Friedrich Deneke (* 27. Januar 1803 in Magdeburg; † 1. Juli 1877 in Magdeburg)
Geheimer Kommerzienrat
Verleihung 1873
27. Otto von Bismarck (* 1. April 1815 in Schönhausen; † 30. Juli 1898 in Friedrichsruh)
Reichskanzler
Verleihung 1875
28. Hans Victor von Unruh (* 28. März 1806 in Tilsit; † 4. Februar 1886 in Dessau)
Regierungs- und Baurat
Verleihung 1875
29. Leonhard von Blumenthal (* 30. Juli 1810 in Schwedt/Oder; † 21. Dezember 1900 in Quellendorf)
General
Verleihung 1877
30. Carl Gustav Friedrich Hasselbach (* 21. März 1809 in Stettin; † 21. April 1882 in Magdeburg)
Oberbürgermeister
Verleihung 1881
31. Ludwig Alexander von Jordan (* 9. Juni 1806 auf Gut Schönwald bei Rosenberg; † 23. Dezember 1889 in Potsdam)
Geheimrat und Oberfinanzrat
Verleihung 1882
32. Hermann Gruson (* 13. März 1821 in Magdeburg; † 30. Januar 1895 in Magdeburg)
Kommerzienrat
Verleihung 1889
33. Wilhelm Ludwig Conrad Listemann (* 3. September 1832 in Magdeburg; † 2. Mai 1893 in Magdeburg)
Generaldirektor und Vorsitzender der Stadtverordnetenversammlung
Verleihung 1892
34. Albert von Pommer Esche (* 14. Juni 1837 in Berlin; † 6. Dezember 1903 Berlin)
Oberpräsident der Provinz Sachsen
Verleihung 1897
35. Otto Duvigneau (* 7. Juli 1828 in Magdeburg; † 7. September 1899 in Magdeburg)
Stadtrat
Verleihung 1898
36. Karl Heinrich von Boetticher (* 6. Januar 1833 in Stettin; † 6. März 1907 in Naumburg)
Oberpräsident der Provinz Sachsen
Verleihung 1902
37. Werner Fritze (* 23. Dezember 1836 in Magdeburg; † 10. März 1925 in Magdeburg)
Kommerzienrat
Verleihung 1906
38. Karl Eduard Julius Voigtel
Stadtältester
Verleihung 1907
39. August Lentze (* 21. Oktober 1860 in Hamm (Westfalen); † 12. April 1945 in Werben (Spreewald))
Oberbürgermeister
Verleihung 1910
40. Paul von Hindenburg (* 2. Oktober 1847 in Posen; † 2. August 1934 auf Gut Neudeck)
Generalfeldmarschall und Reichspräsident
Verleihung 1914
41. Erich Weinert (* 4. August 1890 in Magdeburg; † 20. April 1953 in Berlin)
Dichter
Verleihung 1950
42. Angela Davis (* 26. Januar 1944 in Birmingham, Alabama)
Friedenskämpferin in den USA
Verleihung 1972
43. Igor Alexejewitsch Belikow (* 26. Februar 1941 in Charkow; † 18. Mai 2015 in Lugansk)
sowjetischer Offizier
Verleihung 1977
44. Heinz Gerling (* 8. Oktober 1922 in Magdeburg; † 19. Mai 2001 ebenda)
Denkmalschützer
Verleihung 1997
45. Wilhelm Polte (* 11. Januar 1938 in Niegripp)
Oberbürgermeister von 1990–2001
Verleihung 2002
46. Menahem Pressler (* 16. Dezember 1923 in Magdeburg; † 6. Mai 2023 in London)
Pianist und Gründer des Beaux Arts Trio
Verleihung 2009
47. Lutz Trümper (* 1. Oktober 1955 in Oschersleben)
Oberbürgermeister von 2002–2022
Verleihung 2023

## Ehemalige Ehrenbürger der Stadt Magdeburg
1. Adolf Hitler (* 20. April 1889 in Braunau am Inn, Österreich-Ungarn; † 30. April 1945 in Berlin)
Reichskanzler von 1933 bis 1945
Verleihung 1933
Aberkennung 1946
2. Hermann Göring (* 12. Januar 1893 in Rosenheim; † 15. Oktober 1946 in Nürnberg)
Preußischer Ministerpräsident
Verleihung 1933
Aberkennung 1946
3. Wilhelm Friedrich Loeper (* 13. Oktober 1883 in Schwerin; † 23. Oktober 1935 in Dessau)
Reichsstatthalter
Verleihung 1933
Aberkennung 1946
4. Franz Seldte (* 29. Juni 1882 in Magdeburg; † 1. April 1947 in Fürth)
Reichsarbeitsminister
Verleihung 1933
Aberkennung 1946
5. Ernst Röhm (* 28. November 1887 in München; † 1. Juli 1934 in München-Stadelheim)
Stabschef der SA
Verleihungsverfahren aufgrund des Todes von Röhm nicht abgeschlossen
Aberkennung 1946
6. Wilhelm Frick (* 12. März 1877 in Alsenz, Nordpfalz; † 16. Oktober 1946 in Nürnberg)
Innenminister
Verleihung 1938
Aberkennung 1946
7. Joachim Albrecht Eggeling (* 30. November 1884 in Blankenburg (Harz); † 15. April 1945 in Halle (Saale))
Staatsrat und Gauleiter der NSDAP
Verleihung 1938
Aberkennung 1946
8. Alois Pisnik
1. Sekretär der Bezirksleitung Magdeburg der SED
Verleihung 1971
Aberkennung 1990
9. Kurt Ranke
Vorsitzender des Rates des Bezirkes Magdeburg
Verleihung 1980
Aberkennung 1990